# Scharfrichterpfennig

Scharfrichterpfennig von 1721 (antike Replik)

Scharfrichterpfennig ist die Bezeichnung für eine Silbermedaille im Gewicht eines Doppeltalers, die der jeweils amtierende Scharfrichter dem ältesten Gerichtsherrn der Stadt Hamburg bei dessen Austritt überreichte. Für die Zeit zwischen 1540 und 1810 wurde so jährlich ein Scharfrichterpfennig geprägt und überreicht. Von den noch erhaltenen Exemplaren befindet sich ein Teil im Museum für Hamburgische Geschichte.